# Niuchcza (stacja kolejowa)
Niuchcza (ros. Нюхча, krl. N’uhča) – stacja kolejowa w miejscowości Niuchcza, w rejonie biełomorskim, w Karelii, w Rosji. Położona jest na linii Biełomorsk – Obozierskij.